# بنجامين لافي (عازف الباس المزدوج)
بنجامين لافي (بالإنجليزية: Benjamin Levy)‏ هو عازف الباس المزدوج أمريكي، ولد في 1980.